# Pteris chilensis
Pteris chilensis är en kantbräkenväxtart som beskrevs av Nicaise Augustin Desvaux. Pteris chilensis ingår i släktet Pteris och familjen Pteridaceae. Inga underarter finns listade.